# КК ФМП (1991—2011)
КК ФМП је био српски кошаркашки клуб из Београда. Клуб је 2011. ушао y процес реорганизације са Црвеном звездом и уступио своје место у такмичењу. Након завршетка реорганизације од јула 2015. године овај клуб је регистрован као ИЛР што је скраћено од Иво Лола Рибар. Током 2013. године Раднички баскет је променио име прво у Раднички ФМП а потом и само у ФМП и он је сада тим који се такмичи у домаћим такмичењима, али себе сматра наследником овог ФМП-а.
Домаће утакмице је играо у дворани Железник капацитета 3.000 места. У својој историји освојио је две Јадранске лиге и четири пута био победник националног купа. Од деведесетих година у овом клубу афирмисао се велики број играча који ће играти у свим репрезентативним селекцијама. Показатељ доброг рада са млађим категоријама су и две титуле на Јуниорском турниру Евролиге освојене 2008. и 2009. године.

## Историја
Клуб је основан 1975. године под именом КК ИЛР Железник од стране фабрике алатних машина Иво Лола Рибар и локалне самоуправе у Железнику. У првим годинама клуб се такмичио у Београдској зони. Средином 80-их је успео је да се пласира у Српску регионалну лигу. Ипак, 1986. клуб престаје са такмичењима због финансијских проблема.

### Поновно активирање клуба
Нагли успон доживљава поновним активирањем 1991. године под спонзорством фабрике ФМП (Фабрика металних производа) и новим именом КК ФМП Железник. Врло брзо се из нижих рангова пробија до Прве савезне лиге, чији је вицепрвак био у три наврата (сезоне 1996/97, 1997/98, 2002/03.). Први трофеј је освојен 1997. и то у националном купу. У периоду првих великих успеха крајем деведесетих најзначајнији играчи у тиму били су: Никола Булатовић, Горан Николић, Огњен Ашкрабић, Веселин Петровић, Дејан Милојевић и др. Године 2003, ФМП је почео да се такмичи у Јадранској лиги, где ће освајањем две титуле (у сезонама 2003/04 и 2005/06.) достићи најзначајније резултате у клупској историји. Од 2003. до 2005. године клуб је носио име Рефлекс по британској фабрици производа за паковање, да би се потом вратио називу ФМП. У првој деценији 21. века дошао је до још три трофеја у националном купу и то 2003, 2005. и 2007. године. Такође је од 2002. до 2009. био и редовни учесник УЛЕБ купа, у коме је највиши домет било полуфинале изборено у сезонама 2003/04. и 2006/07

### Интеграција са Црвеном звездом
После вишегодишњих покушаја ФМП-а за интеграцијом са КК Црвена звезда, коначно је дошло до споразума 12. августа 2011. године. ФМП је преузео Звездино име и грб, као и неколицину играча, док се Црвена звезда током 5 година не консолидује. Према споразуму сви евентуални трофеји које освоји клуб у овом периоду ће се додавати „старој” Црвеној звезди, која ће након предвиђених 5 година наставити где постојећи клуб стане. Све млађе категорије клуба ФМП и комплетан систем образовања су овим споразумом припали Црвеној звезди. Због тога што клуб није могао да се региструје под именом КК Црвена звезда, у званичан назив клуба је додато Београд тако да је званичан назив клуба био КК Црвена звезда Београд. Касније је из спонзорских разлога уклоњено Београд а додато прво Дива а касније и Телеком.
Клуб је годину дана пре истека реорганизације, у јулу 2015, објавио да је завршен Унапред припремљени план реорганизације (УППР). Из Регистра удружења избрисана је Црвена звезда Телеком, а са истим матичним бројем уписан КК Иво Лола Рибар са седиштем у Железнику.

### Имена кроз историју
| Година     | Клуб (насеље)             |
| ---------- | ------------------------- |
| 1975—1986. | КК ИЛР Железник (Београд) |
| 1986—1991. | клуб расформиран          |
| 1991—2003. | КК ФМП Железник (Београд) |
| 2003—2005. | КК Рефлекс (Београд)      |
| 2005—2011. | КК ФМП (Београд)          |

## Успеси
| Такмичење                                | Такмичење                | Број                     | Година                     |                          |                          |
| Национална такмичења - 4                 | Национална такмичења - 4 | Национална такмичења - 4 | Национална такмичења - 4   | Национална такмичења - 4 | Национална такмичења - 4 |
| Национално првенство - 0                 | Национално првенство - 0 | Национално првенство - 0 | Национално првенство - 0   | Национално првенство - 0 | Национално првенство - 0 |
| ---------------------------------------- | ------------------------ | ------------------------ | -------------------------- | ------------------------ | ------------------------ |
| Прва лига СР Југославије                 | Првак                    | 0                        |                            |                          |                          |
| Прва лига СР Југославије                 | Други                    | 3                        | 1996/97, 1997/98, 2002/03. |                          |                          |
| Првенство Србије                         | Првак                    | 0                        | /                          |                          |                          |
| Првенство Србије                         | Други                    | 0                        | /                          |                          |                          |
| Национални куп - 4                       |                          |                          |                            |                          |                          |
| Куп СР Југославије                       | Победник                 | 1                        | 1996/97.                   |                          |                          |
| Куп СР Југославије                       | Финалиста                | 1                        | 1998/99.                   |                          |                          |
| Куп Радивоја Кораћа (Србија и Црна Гора) | Победник                 | 2                        | 2002/03, 2004/05.          |                          |                          |
| Куп Радивоја Кораћа (Србија и Црна Гора) | Финалиста                | 1                        | 2003/04.                   |                          |                          |
| Куп Радивоја Кораћа (Србија)             | Победник                 | 1                        | 2006/07.                   |                          |                          |
| Куп Радивоја Кораћа (Србија)             | Финалиста                | 2                        | 2009/10, 2010/11.          |                          |                          |
| Регионална такмичења - 2                 |                          |                          |                            |                          |                          |
| Јадранска лига                           | Победник                 | 2                        | 2003/04, 2005/06.          |                          |                          |
| Јадранска лига                           | Финалиста                | 1                        | 2006/07.                   |                          |                          |
| Континентална такмичења - 0              |                          |                          |                            |                          |                          |
| Еврокуп                                  | Победник                 | 0                        | /                          |                          |                          |
| Еврокуп                                  | Финалиста                | 0                        | /                          |                          |                          |
| Еврокуп                                  | Полуфинале               | 2                        | 2003/04, 2006/07.          |                          |                          |

## Учинак у претходним сезонама
| Сез.     | Првенство Србије - КЛС | Првенство Србије - Суперлига | Куп Србије | Регионално такмичење       | Европско такмичење        |
| -------- | ---------------------- | ---------------------------- | ---------- | -------------------------- | ------------------------- |
| 2006/07. | -                      | Полуфинале ПО                | Победник   | Јадранска лига - Финалиста | УЛЕБ куп - Полуфинале     |
| 2007/08. | -                      | Полуфинале ПО                | Полуфинале | Јадранска лига - 7. место  | УЛЕБ куп - Топ 42         |
| 2008/09. | -                      | Полуфинале ПО                | Полуфинале | Јадранска лига - 8. место  | Еврокуп - Топ 32          |
| 2009/10. | -                      | 5. место                     | Финалиста  | Јадранска лига - 12. место | Еврочеленџ - Четвртфинале |
| 2010/11. | 1. место               | Полуфинале ПО                | Финалиста  | -                          | -                         |

## Познатији играчи
| - Немања Александров - Огњен Ашкрабић - Саша Братић - Милош Димић - Зоран Ерцег - Иван Жигерановић - Иван Зороски - Миле Илић - Никола Илић - Никола Јестратијевић - Бранко Јоровић - Душан Кецман - Бојан Крстовић - Драган Лабовић - Бранко Лазић | - Марко Мариновић - Нинослав Марјановић - Милан Мачван - Дејан Милојевић - Дејан Мусли - Веселин Петровић - Бојан Поповић - Вук Радивојевић - Владимир Радмановић - Мирослав Радуљица - Милош Теодосић - Александар Рашић - Бранко Цветковић - Филип Човић | Странци: - Никола Булатовић - Филип Виденов - Славко Вранеш - Горан Николић - Гај Пнини - Дејан Радоњић - Предраг Самарџиски - Реџи Фриман - Крис Ворен - Младен Шекуларац |

### Играчи на НБА драфту
На НБА драфту су из редова ФМП-а изабрана два играча:
- Владимир Радмановић (2001. год, 12. пик, одабрали Сијетл суперсоникси)
- Миле Илић (2005. год, 43. пик, одабрали Њу Џерзи нетси)

## Познатији тренери
- Влада Вукоичић
- Милан Гуровић
- Бошко Ђокић
- Владе Ђуровић
- Ацо Петровић